# Kathrin Müller (Triathletin)
Kathrin Müller (* 9. Januar 1984) ist eine ehemalige deutsche Triathletin. Sie ist mehrfache Deutsche Meisterin (2000, 2012, 2015), U23-Europameisterin (2013) sowie Europameisterin Cross-Triathlon (2014) und Weltmeisterin Cross-Triathlon (2014).

## Werdegang
Kathrin Müller war von 1995 bis 1999 als Leistungsschwimmerin in Leipzig und Erfurt aktiv und sie betreibt Triathlon seit 1999. In der Saison 2000 wurde sie Deutsche Triathlon-Meisterin bei den Juniorinnen.
Seit 2004 ist sie Mitglied im B-Kader der Deutschen Triathlon Union, ist Mitglied des Skinfit Racing Team und startet für das Stadtwerke Team Witten. In Frankreich geht Kathrin Müller auch für den Verein Poissy Triathlon beim Grand Prix de Triathlon an den Start.
2011 wurde Kathrin Müller deutsche Triathlon-Vizemeisterin auf der Sprintdistanz. Im Juni 2012 wurde sie Dritte bei den Triathlon-Meisterschaften über die olympische Distanz (1,5 km Schwimmen, 40 km Radfahren und 10 km Laufen) in Darmstadt.
Sie wechselte in diesem Jahr zum Cross-Triathlon und im August wurde Müller Deutsche Meisterin Cross-Triathlon.
Im September 2013 wurde sie am österreichischen Wolfgangsee U23-Europameisterin im Cross-Triathlon. Auf Sardinien wurde Kathrin Müller im Juni 2014 Europameisterin Cross-Triathlon. Im August wurde sie in Olbersdorf (bei Zittau) ITU-Weltmeisterin Cross-Triathlon. Mit ihrem Sieg bei der Xterra Denemark sicherte sie sich am 31. August auch den Sieg der Xterra European Tour 2014.
Im April 2015 wurde sie Deutsche Meisterin Cross-Duathlon (8 km Crosslauf, 24 km Mountainbike und 3,7 km Crosslauf). Bei der Europameisterschaft Cross-Triathlon wurde sie im Juli 2015 auf Sardinien Vierte.
Seit 2015 tritt sie nicht mehr international in Erscheinung.
Kathrin Müller lebt in Freiburg im Breisgau.

## Sportliche Erfolge
| Datum/Jahr    | Rang | Wettbewerb                                                   | Austragungsort   | Zeit       | Bemerkung |
| ------------- | ---- | ------------------------------------------------------------ | ---------------- | ---------- | --- |
| 5. Sep. 2015  | 6    | Trans Vorarlberg Triathlon                                   | Bregenz          | 04:47:26,8 | |
| 23. Aug. 2014 | 1    | Inferno Triathlon                                            | Berner Oberland  | 09:19:24   | Die erste Disziplin, das Schwimmen, musste abgesagt werden – zu tiefe Wassertemperaturen hatten die Durchführung unmöglich gemacht; als Ersatz wurde eine Laufstrecke von 3 km absolviert |
| 22. Juni 2013 | 9    | Alpen-Triathlon                                              | Schliersee       | 02:02:15   | |
| 8. Sep. 2012  | 3    | Alpen-Triathlon                                              | Schliersee       | 02:20:34   | |
| 25. Aug. 2012 | 20   | ITU Triathlon Sprint World Championships                     | Stockholm        | 01:02:18   | Triathlon-Weltmeisterschaft auf der Sprintdistanz |
| 19. Aug. 2012 | 1    | Jannersee Triathlon                                          | Lauterach        | 00:48:00   | Siegerin auf der Sprintdistanz (450 m Schwimmen, 16 km Radfahren und 4 km Laufen) |
| 2. Juni 2012  | 3    | DTU Deutsche Meisterschaft Triathlon                         | Darmstadt        |            | |
| 6. Mai 2012   | 1    | ETU European Triathlon Cup                                   | Antalya          |            | |
| 22. Apr. 2012 | 7    | ITU Triathlon World Cup                                      | Ishigaki         |            | |
| 20. Nov. 2011 | 8    | ITU Triathlon World Cup                                      | Auckland         | 02:17:34   | |
| 15. Okt. 2011 | 7    | ITU Triathlon World Cup                                      | Tongyeong        | 02:02:06   | 1:30 min hinter der Siegerin Jessica Harrison |
| 19. Sep. 2011 | 44   | ITU World Championship Series 2011                           | Yokohama         | 02:06:49   | Das Ergebnis des Rennens soll schon für die Wertung der Saison 2012 berücksichtigt werden.                                                                                                |
| 28. Aug. 2011 | 2    | DTU Internationale Deutsche Meisterschaften Triathlon        | Grimma           | 01:02:46   | Deutsche Triathlon-Vizemeisterin auf der Sprintdistanz (0,75 km Schwimmen, 20 km Radfahren und 5 km Laufen)                                                                               |
| 20. Aug. 2011 | 28   | ITU Triathlon Sprint World Championships                     | Lausanne         | 01:00:51   | Weltmeisterschaft auf der Sprintdistanz |
| 17. Juli 2011 | 26   | ITU World Championship Series 2011                           | Hamburg          | 01:56:31   | |
| 19. Juni 2011 | 14   | ITU World Championship Series 2011                           | Kitzbühel        | 02:07:33   | |
| 5. Juni 2011  | 18   | ITU World Championship Series 2011                           | Madrid           | 02:07:29   | |
| 9. Juli 2010  | 2    | Hansgrohe World Supersprint                                  | Offenburg        | 01:03:44,6 | Zweite hinter Emma Snowsill (750 m Schwimmen, 20 km Radfahren und 5 km Laufen) |
| 8. Mai 2010   | 16   | ITU World Championship Series 2010                           | Seoul            | 02:02:58   | [ 7 ] |
| 13. Sep. 2008 | 3    | ITU Triathlon European Cup                                   | Wien             | 01:57:25   | Dritte auf der olympischen Distanz (1,5 km Schwimmen, 40 km Radfahren und 10 km Laufen) beim Vienna City Triathlon                                                                        |
| 7. Sep. 2008  | 2    | ITU Triathlon Premium European Cup                           | Kędzierzyn-Koźle | 02:04:09   | auf der olympischen Distanz |
| 2008          | 3    | Alpen-Triathlon                                              | Schliersee       |            | Deutsche Vizemeisterin hinter Anja Dittmer |
| 16. Juni 2007 | 3    | Alpen-Triathlon                                              | Schliersee       |            | auf der olympischen Distanz (1,5 km Schwimmen, 40 km Radfahren, 10 km Laufen) |
| 3. Sep. 2006  | 10   | ITU Triathlon World Championships U23                        | Lausanne         | 02:13:06   | [ 10 ] |
| 10. Sep. 2005 | 12   | ITU Triathlon World Championships U23                        | Gamagōri         |            | |
| 2004          | 3    | DTU Internationale Deutsche Meisterschaft Triathlon U23      | Potsdam          |            | 11. Rang in der Gesamtwertung auf der Kurzdistanz |
| 2000          | 1    | DTU Internationale Deutsche Meisterschaft Triathlon Junioren |                  |            | Deutsche Triathlon-Meisterin Junioren |

| Datum/Jahr    | Rang | Wettbewerb                                    | Austragungsort    | Zeit         | Bemerkung                                                                                         |
| ------------- | ---- | --------------------------------------------- | ----------------- | ------------ | ------------------------------------------------------------------------------------------------- |
| 26. Sep. 2015 | 13   | ITU Cross Triathlon World Championships       | Orosei            | 02:48:46     | ITU-Weltmeisterschaft Cross-Triathlon                                                             |
| 19. Juli 2015 | 4    | ETU Cross Triathlon European Championships    | Schluchsee        | 03:00:51     | Europameisterschaft Cross-Triathlon                                                               |
| 5. Juli 2015  | 1    | Xterra France                                 | Xonrupt           | 03:55:21     |                                                                                                   |
| 26. Okt. 2014 | 11   | Xterra World Championships                    | Maui              | 03:05:14     |                                                                                                   |
| 31. Aug. 2014 | 1    | Xterra Denmark                                | Tisvilde          | 02:53:01     | [ 12 ]                                                                                            |
| 16. Aug. 2014 | 1    | ITU Cross Triathlon World Championships       | Olbersdorf        | 02:58:35     | ITU-Weltmeisterin Cross-Triathlon                                                                 |
| 9. Aug. 2014  | 1    | Xterra Czech                                  | Okres Prachatice  | 03:05:18,8   |                                                                                                   |
| 26. Juli 2014 | 3    | Xterra Italy                                  | Lago di Scanno    | 03:23:17     | [ 14 ]                                                                                            |
| 6. Juli 2014  | 1    | Xterra France                                 | Xonrupt           | 03:53:48     | 1,5 km Schwimmen, 34 km Mountainbike und 10 km Crosslauf                                          |
| 28. Juni 2014 | 1    | Xterra Switzerland                            | Les Charbonnières | 02:24:45,702 |                                                                                                   |
| 9. Aug. 2014  | 1    | Xterra Greece                                 | Plastiras-Stausee | 02:40:52     | [ 16 ]                                                                                            |
| 1. Juni 2014  | 1    | ETU Cross Triathlon European Championships    | Orosei            | 02:34:20     | Europameisterin Cross-Triathlon                                                                   |
| 27. Okt. 2013 | 13   | Xterra World Championships                    | Maui              | 03:12:20     | Weltmeisterschaft Cross-Triathlon                                                                 |
| 8. Sep. 2013  | 2    | Xterra England                                | Cranleigh         |              | am Tag nach der Europameisterschaft                                                               |
| 7. Sep. 2013  | 1    | ETU Cross Triathlon European Championship U23 | Strobl            | 01:19:03,7   | U23-Europameisterin Cross-Triathlon                                                               |
| 17. Aug. 2013 | 2    | Xterra Germany                                | Olbersdorf        |              |                                                                                                   |
| 11. Aug. 2012 | 1    | Xterra Germany                                | Olbersdorf        | 02:54:37     | Deutsche Meisterin Cross-Triathlon (1,5 km Schwimmen, 36 km Mountainbikefahren und 9 km Trailrun) |

| Datum/Jahr    | Rang | Wettbewerb                                | Austragungsort | Zeit     | Bemerkung                                                     |
| ------------- | ---- | ----------------------------------------- | -------------- | -------- | ------------------------------------------------------------- |
| 19. Apr. 2015 | 1    | DTU Deutsche Meisterschaft Cross-Duathlon | Schleiden      | 02:03:53 | Deutsche Meisterin Cross-Duathlon; beim Eifeler Crossduathlon |

| Datum/Jahr    | Rang | Wettbewerb                        | Austragungsort | Zeit        | Bemerkung |
| ------------- | ---- | --------------------------------- | -------------- | ----------- | --- |
| 19. Jan. 2014 | 1    | 1. WinTri Faistenau               | Faistenau      | 01:20:37.20 | witterungsbedingt musste das Rennen als Cross-Duathlon ausgetragen werden (4,2 km Crosslauf, 18 km Mountainbike und 4,2 km Crosslauf) |
| 10. März 2013 | 2    | ITU Winter Triathlon European Cup | Oberstaufen    | 01:15:37    | Zweite und Deutsche Vizemeisterin, hinter Renate Forstner (DTU Deutsche Meisterschaft Wintertriathlon)                                |

| Datum/Jahr   | Rang | Wettbewerb                        | Austragungsort       | Distanz      | Zeit     | Bemerkung                                            |
| ------------ | ---- | --------------------------------- | -------------------- | ------------ | -------- | ---------------------------------------------------- |
| 20. Mai 2017 | 6    | GutsMuths-Rennsteiglauf           | Thüringer Wald       | Marathon     | 03:25    | 42,2 km mit 1600 hm; von Neuhausen nach Schmiedefeld |
| 4. Okt. 2015 | 1    | Marathon der 3 Länder am Bodensee | Bregenz              | Marathon     | 02:50:48 | Siegerin beim ersten Start auf der Marathon-Distanz  |
| 5. Okt. 2014 | 1    | Marathon der 3 Länder am Bodensee | Bregenz              | Halbmarathon | 01:21:50 |                                                      |
| 2013         | 1    | Freiburg-Marathon                 | Freiburg im Breisgau | Halbmarathon | 01:18:12 |                                                      |